# آدمزتاون (جزر بيتكيرن)
آدمزتاون هي المستوطنة الوحيدة وفي نفس الوقت عاصمة جزر بيتكيرن.

## الجغرافية
تقع المستوطنة في الجزء الشمالي الأوسط من جزيرة بيتكيرن، وتواجه المحيط الهادئ كما أنها قريبة من خليج باونتي، الميناء الوحيد للجزيرة.

### المناخ
| البيانات المناخية لـآدامز تاون، جزر بيتكيرن | البيانات المناخية لـآدامز تاون، جزر بيتكيرن | البيانات المناخية لـآدامز تاون، جزر بيتكيرن | البيانات المناخية لـآدامز تاون، جزر بيتكيرن | البيانات المناخية لـآدامز تاون، جزر بيتكيرن | البيانات المناخية لـآدامز تاون، جزر بيتكيرن | البيانات المناخية لـآدامز تاون، جزر بيتكيرن | البيانات المناخية لـآدامز تاون، جزر بيتكيرن | البيانات المناخية لـآدامز تاون، جزر بيتكيرن | البيانات المناخية لـآدامز تاون، جزر بيتكيرن | البيانات المناخية لـآدامز تاون، جزر بيتكيرن | البيانات المناخية لـآدامز تاون، جزر بيتكيرن | البيانات المناخية لـآدامز تاون، جزر بيتكيرن | البيانات المناخية لـآدامز تاون، جزر بيتكيرن |
| الشهر                                       | يناير                                       | فبراير                                      | مارس                                        | أبريل                                       | مايو                                        | يونيو                                       | يوليو                                       | أغسطس                                       | سبتمبر                                      | أكتوبر                                      | نوفمبر                                      | ديسمبر                                      | المعدل السنوي                               |
| ------------------------------------------- | ------------------------------------------- | ------------------------------------------- | ------------------------------------------- | ------------------------------------------- | ------------------------------------------- | ------------------------------------------- | ------------------------------------------- | ------------------------------------------- | ------------------------------------------- | ------------------------------------------- | ------------------------------------------- | ------------------------------------------- | ------------------------------------------- |
| متوسط درجة الحرارة الكبرى °م (°ف)           | 28 (82)                                     | 28 (82)                                     | 28 (82)                                     | 26 (79)                                     | 25 (77)                                     | 23 (73)                                     | 22 (72)                                     | 22 (72)                                     | 23 (73)                                     | 24 (75)                                     | 26 (79)                                     | 27 (81)                                     | 25 (77)                                     |
| متوسط درجة الحرارة الصغرى °م (°ف)           | 22 (72)                                     | 23 (73)                                     | 22 (72)                                     | 21 (69)                                     | 20 (68)                                     | 19 (66)                                     | 18 (64)                                     | 18 (64)                                     | 18 (64)                                     | 18 (64)                                     | 19 (66)                                     | 21 (70)                                     | 20 (68)                                     |
| معدل هطول الأمطار مم (إنش)                  | 91 (3.60)                                   | 114 (4.50)                                  | 84 (3.30)                                   | 208 (8.20)                                  | 178 (7.00)                                  | 130 (5.10)                                  | 272 (10.70)                                 | 185 (7.30)                                  | 69 (2.70)                                   | 107 (4.20)                                  | 69 (2.70)                                   | 193 (7.60)                                  | 1٬700 (66.9)                                |
| متوسط الأيام الممطرة (≥ 0.01 inch)          | 7                                           | 10                                          | 7                                           | 10                                          | 8                                           | 10                                          | 13                                          | 8                                           | 5                                           | 6                                           | 5                                           | 8                                           | 97                                          |
| المصدر: موقع climatemps.com للأرصاد الجوية  |                                             |                                             |                                             |                                             |                                             |                                             |                                             |                                             |                                             |                                             |                                             |                                             |                                             |

## نظرة عامة
يبلغ عدد سكان آدمزتاون 48 نسمة وهو تعداد سكان جزر بيتكيرن: باقي الجزر في المجموعة هي جزر غير مأهولة. آدمزتاون هي المكان الذي ينشغل معظم سكانه بالأكل والنوم، في حين ينمو غذاؤهم في مناطق أخرى من الجزيرة. تتصدر القرية الرقم القياسي لأصغر عاصمة في العالم. في العاصمة يمكن مشاهدة التلفاز، الإنترنت الفضائي، والهواتف. وسيلة الإعلام الرئيسة ما تزال هي هواية اللاسلكي. وفقاً لموقع خرائط غوغل، فإن الطريق الوحيد المسمى في العاصمة يدعى «تل الصعوبات» (بالإنجليزية:"The Hill of Difficulty").

## شخصيات
- فليتشر كريستشين (ولد في 1764 ومات في 1793).
- جون آدامز (ولد في 1768 ومات في 1829).
- نيد يونغ (ولد في 1762 ومات في 1800).
- ثيرسداي أكتوبر كريستشين(ولد في 1790 ومات في 1831).
- ميرالدا وارين (ولد في 1959).
- جوشوا هيل (ولد في 1773 ومات في 1844).
- ستيف كريستشين (ولد في 1951).

## معرض الصور

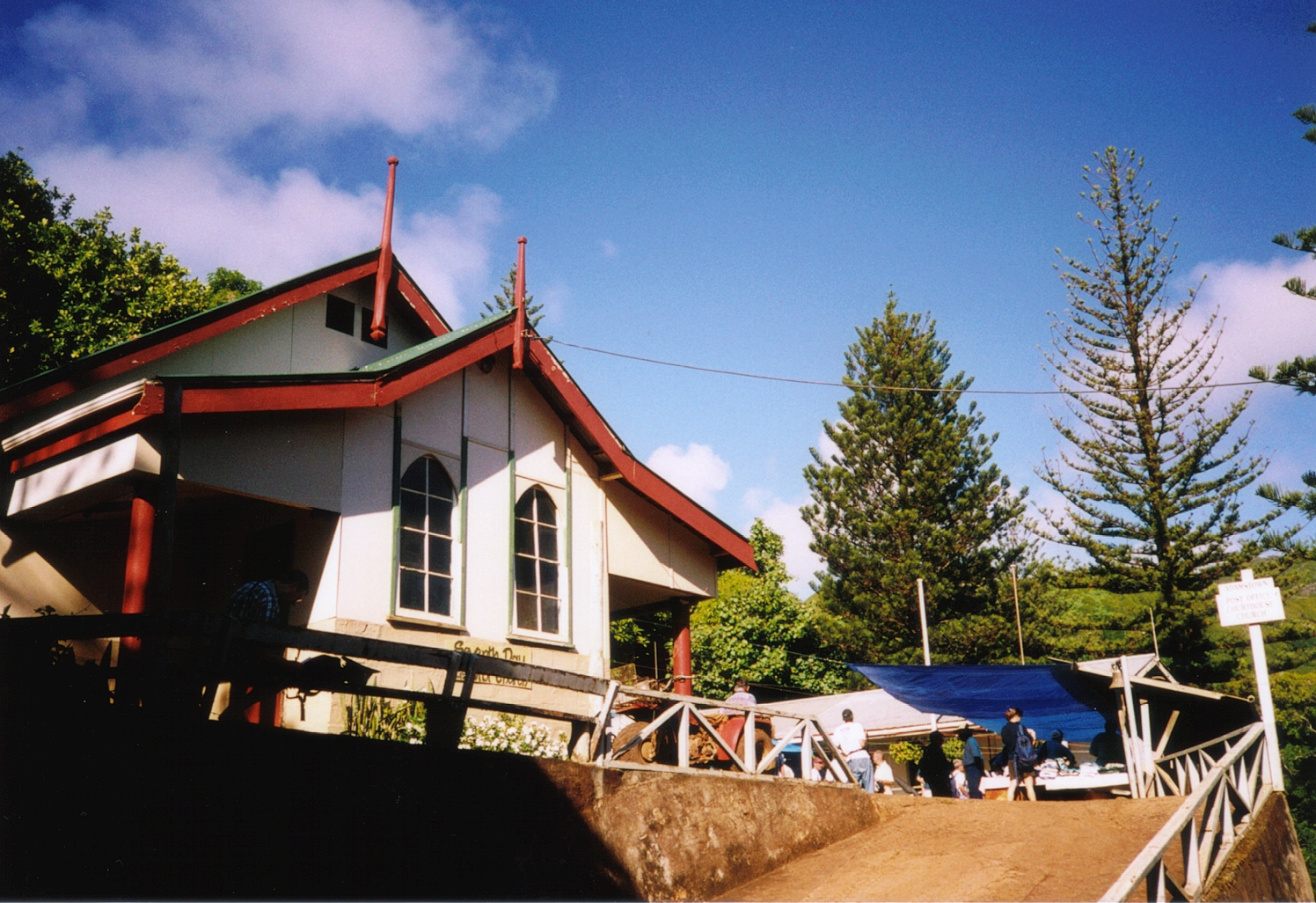
كنيسة آدمزتاون
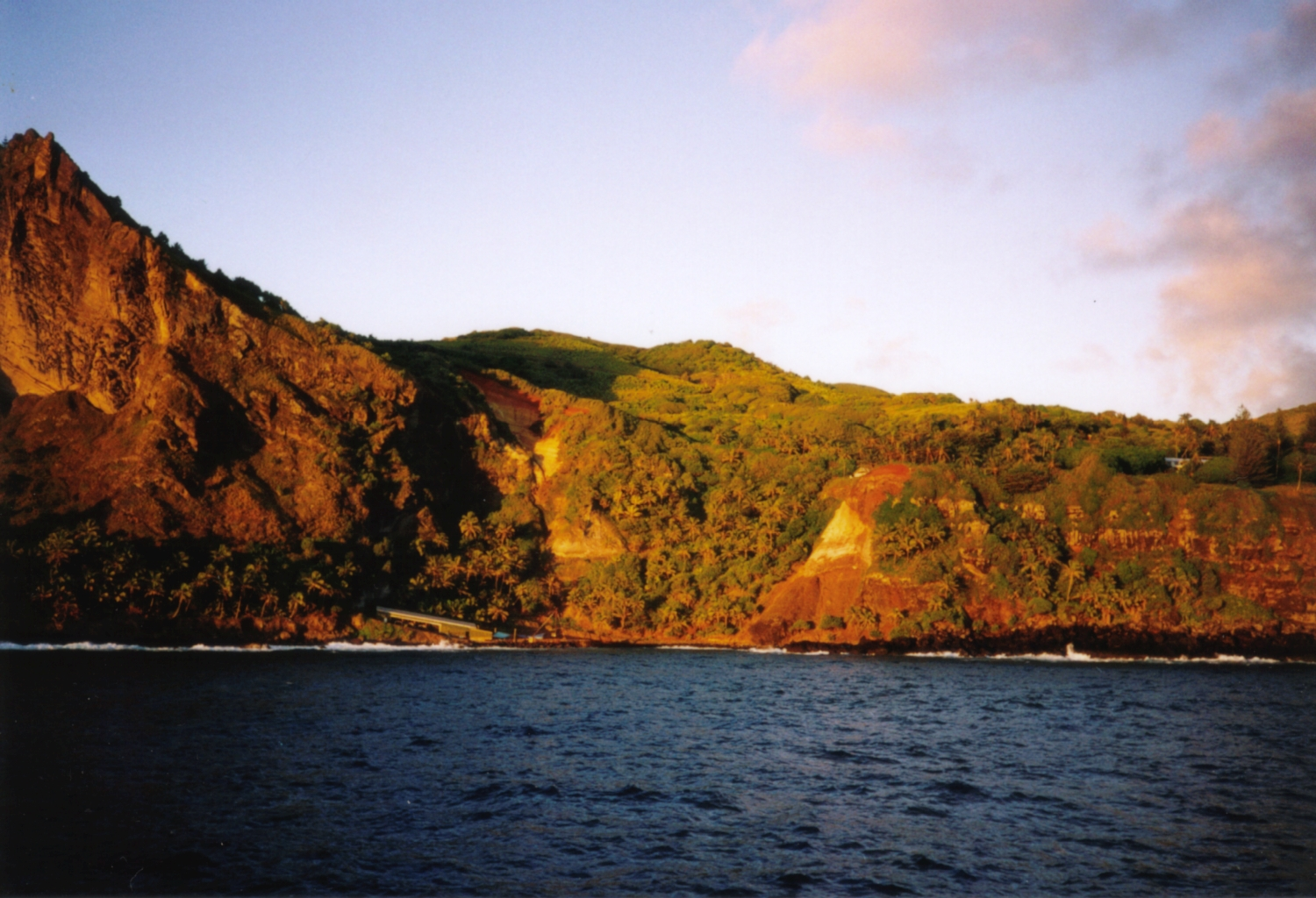
خليج باونتي
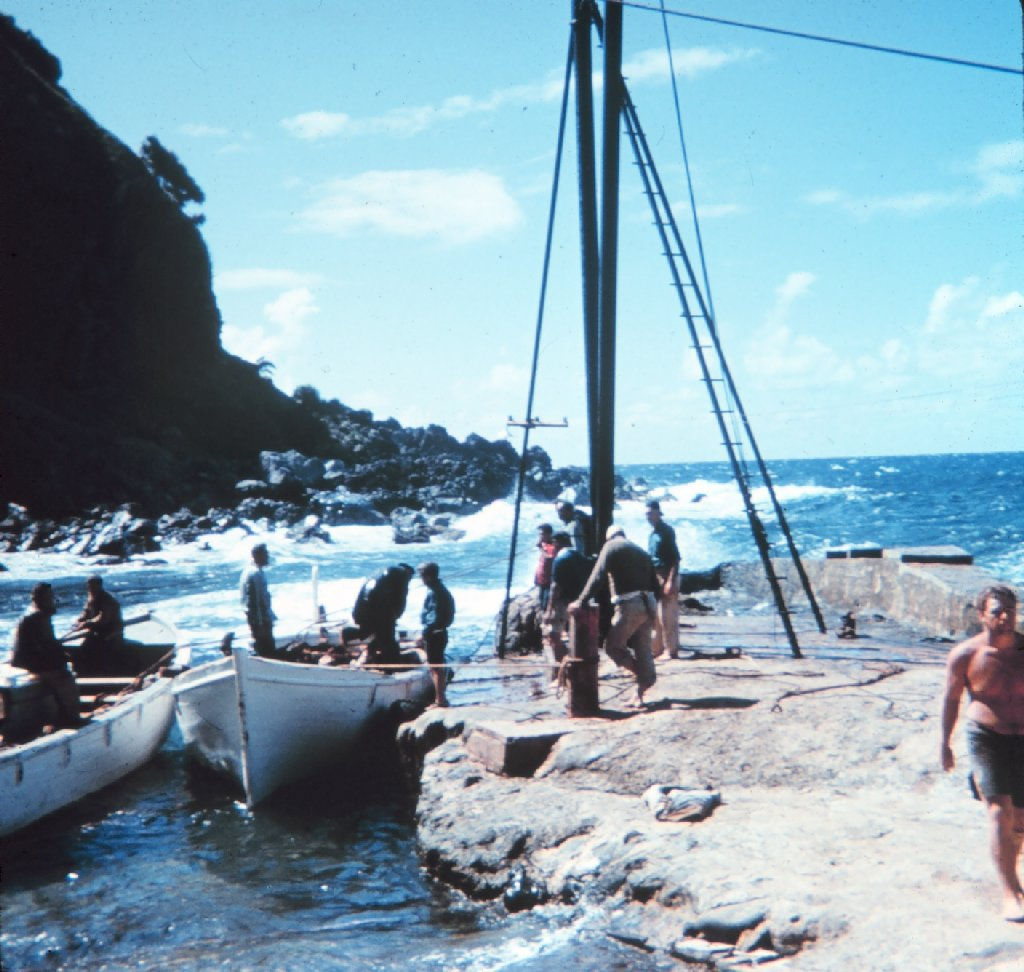
بحارة يرسون في ميناء خليج باونتي
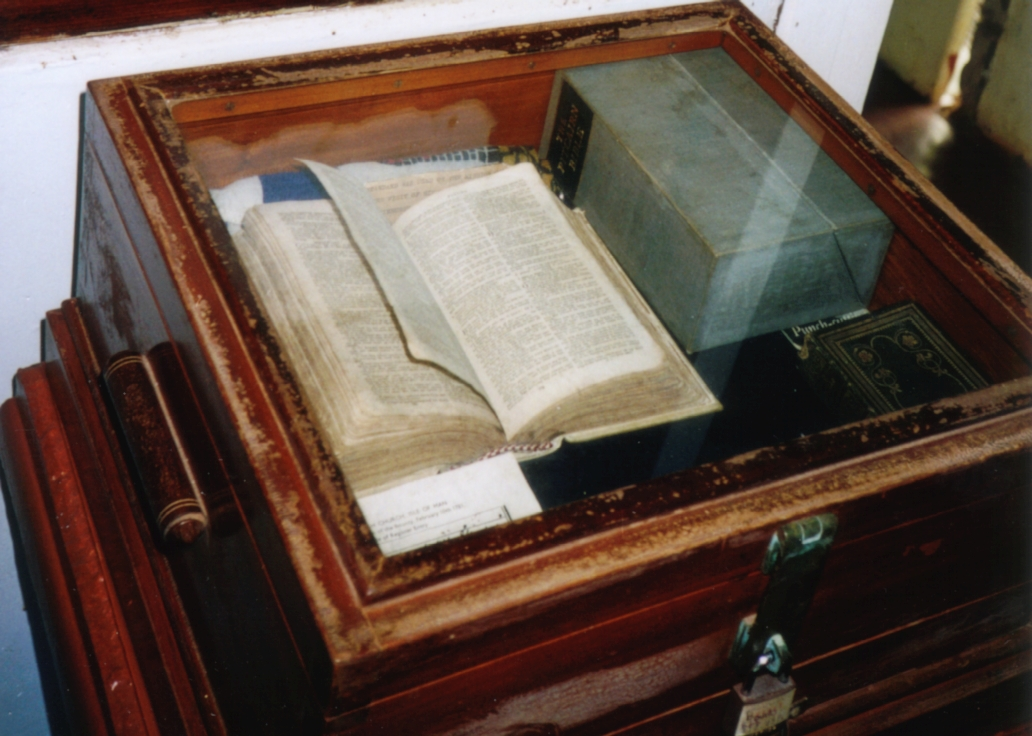
الكتاب المقدس لباونتي في كنيسة آدمزتاون

## وصلات خارجية
- مرشد آدمزتاون السياحي في ترافليرسبوينت.